# 1916 en sport

Cet article présente les faits marquants de l'année 1916 en sport.

## Baseball
- Les Boston Red Sox remportent les World Series face aux Brooklyn Robins

## Football
- Celtic champion d’Écosse.
- 7 mai : Athletic Bilbao remporte la Coupe d'Espagne face au Madrid FC, 4-0 en finale.
- 14 mai : malgré la guerre, les autorités du football français mettent en place un tournoi appelé "Trophée interfédéral". En finale de cette compétition, l'Olympique de Pantin s'impose en finale 2-0 face à l'Étoile des Deux Lacs.
- 7 juin : Athletic Bilbao remporte la Coupe d’Espagne face au Real Madrid, 4-0.
- 25 juin : Cantonal-Neuchâtel FC remporte le Championnat de Suisse.
- 17 juillet : à Buenos Aires, l'Uruguay remporte la première Copa Amarica.

## Golf
- L’Américain Charles Evans jr remporte l’US Open.
- L’Américain Jim Barnes remporte la première édition du tournoi de USPGA.

## Hockey sur glace
- Les Canadiens de Montréal remportent la Coupe Stanley.
- Akademischer Zürich champion de Suisse (Ligue Internationale).
- HC Berne champion de Suisse (Ligue Nationale).

## Rugby à XIII
- Balmain remporte la Winfield Cup, championnat d’Australie.

## Rugby à XV
- Le Stade Toulousain est champion de France.

## Tennis
- 36e édition du championnat des États-Unis :
  - L’Américain Richard Williams s’impose en simple hommes.
  - L’Américaine Molla Bjurstedt s’impose en simple femmes.

## Naissances
- 7 janvier : Gerrit Schulte, cycliste néerlandais († 26 février 1992).
- 21 janvier : Pietro Rava, footballeur italien († 5 novembre 2006).
- 16 février : Julien Darui, footballeur français († 12 décembre 1987).
- 17 février : Don Tallon, joueur de cricket australien († 7 septembre 1984).
- 8 mars : Yvon Petra, joueur de tennis français († 12 septembre 1984).
- 4 avril : Robert Charpentier, coureur cycliste français, triple champion olympique aux Jeux de Berlin en 1936 († 29 octobre 1966).
- mai : Racing Club Marocain, club sportif omnisports marocain.
- 17 juin : Luigi Scarabello, footballeur italien († 2 juillet 2007).
- 23 juin : Ernst Willimowski, footballeur polonais († 30 août 1997).
- 22 juillet : Marcel Cerdan, boxeur français († 28 octobre 1949).
- 3 août : José Manuel Moreno surnommé El Charro, footballeur argentin († 26 août 1978).
- 2 septembre : René Bihel, footballeur français († 8 septembre 1997).
- 28 novembre : Guy Lapébie, cycliste français († 8 mars 2010).
- 19 décembre : Merv Wallace, joueur de cricket néo-zélandais. Capitaine de l'équipe nationale en 1952–1953 († 21 mars 2008).